# ヨアシュ (ユダ王)
ヨアシュ（ヘブライ語: יְהוֹאָשׁ Yəhōʾāš）は、ユダ王国の第8代の王。名前はヘブライ語で「ヤハウェが与える」の意。

## 生涯
ユダ王国の王アハズヤの子として生まれる。
アハズヤがイエフに殺されると、アハズヤの母アタルヤが女王になり、自分の地位を脅かすダビデの王家の者を謀殺した。しかし、アハズヤの姉妹で大祭司エホヤダ（「ヤハウェが知る」の意）の妻となっていたエホシェバによって、ヨアシュとその乳母が助け出された。ヨアシュは6年間、主の宮にかくまわれて大祭司夫妻に保護され、養育された。
ヨアシュが7歳になった時に、大祭司エホヤダが軍隊を味方に就けてクーデターを起こし、アタルヤを捕らえて処刑してヨアシュを即位させた。エホヤダは、宗教的政治的な契約を民に結ばせて、イスラエルの神ヤハウェと新王ヨアシュに対する忠誠を誓わせた。ユダの国民はバアルの宮と祭壇の像を破壊した。ヨアシュは、エホヤダと共に賢明な政治を行った。
だが、エホヤダの死後、ヨアシュとユダの国民は神に背いて、アシェラと偶像に仕えた。エホヤダの子ゼカリヤがヨアシュの罪を責めたが、ユダの国民がヨアシュの命令によりゼカリヤを殺害した。直後、アラムの王ハザエルがユダ王国を侵略してエルサレムを陥落させ、主の宮の宝物を略奪した。
ヨアシュはやがて家来達から信頼を失い、ついには謀反を起こされ、病床にあったところを殺害された。ヨアシュの遺体はダビデの町に葬られたが、王の墓には埋葬されなかった。息子アマツヤが王になり、父ヨアシュを殺害した家来を処刑したが、その家来の子供たちの命は助けた。